# 佐々木基晴
佐々木 基晴（ささき もとはる、1926年（大正15年） - ）は、日本の民謡歌手。日本民謡佐々木基晴流家元で、江差追分等の日本民謡の大御所。財団法人日本民謡協会理事、北海道民謡連盟最高師範、道南口説節実行委員会代表などの肩書きを持つ。

## 経歴
北海道渡島支庁亀田郡湯川町生まれ。
5歳より民謡を唄い初め、1949年、『この声百万ドル第1回全国大会』に優勝。
翌年には27曲の北海道の発掘民謡を発表した。
基声会を発足させ指導者として全国民謡と江差追分の保存・普及、少年民謡の育成と指導に努めた。1976年には内閣総理大臣より昭和50年度『芸術文化に活躍された人々』の招待を受けた。1982年に芸術祭優秀賞受賞。
その後、海外各国でも親善公演を行い賞賛を受ける。ブラジルでは1977年に文化勲章（マガリアエンス章）、翌年サンパウロ州よりサンフランシスコ大学章（コメンダトール章）、1983年には最高文化勲章グランクルス章を受けた。その他、1986年にモンゴル国アジア民族音楽祭特別賞、1988年に中国国際音楽祭にて「国民栄誉賞」を受賞。これら国際交流に尽力した功績で「笹川貢献賞」を受けた。
その後もカナダ、アメリカ合衆国、台湾、ロシア、スペインなどでも公演している。その功により1996年、勲五等双光旭日章を受勲した。特にブラジルへの訪問が多く、1990年にはサンパウロ州への親善訪問7回・協力福祉の功で州旗を受戴し、2000年でブラジルでの親善公演は計12回となった。2014年、北海道文化賞受賞。

## ディスコグラフィー

### シングル
キングレコード
- すずらん音頭／函館ステップ（瀬川伸）（1963年、NC-93）
- 江差夢しぐれ（1989年2月5日）
- 道南口説（1991年2月5日）
- 江差追分（1991年3月5日）

コロムビアミュージックエンタテインメント
- 江差追分（前唄、本唄、後唄）（1969年9月、SAS-6201）
- 北海よされ節／道南口説（太田久子）（1982年2月）

テイチクレコード
- 三波春夫の新北海盆唄（三波春夫）／新北海盆唄（1979年、RS-4510）

クラウンレコード
- 函館港唱ー いいんでないかい／巴音頭（1982年、CWC-10）

### アルバム
クラウンレコード
- 北海道民謡(一)（1998年7月23日）
- 北海道民謡(二)（1998年7月23日）

キングレコード
- 決定盤 日本の民謡1(北海道・青森・岩手)（1991年4月5日）
- 決定盤!民謡(上)～江差追分～（1991年7月21日）
- 決定盤!江差追分（1991年7月21日）
- 佐々木基晴民謡ベスト20（1993年12月1日）
- ふるさとの民謡ベスト20 佐々木基晴（1996年9月21日）
- 決定盤!江差追分〈前唄・本唄・後唄〉（1997年7月24日）
- 民謡特選20（1998年8月21日）

コロムビアミュージックエンタテインメント
- 北海道民謡を唄う（1977年、FW-7330）
- 民謡いちばん 佐々木基晴（2003年7月23日）